# Jamieson Place
La Jamieson Place est un gratte-ciel de bureaux de 177 mètres de hauteur construit à Calgary au Canada de 2007 à 2010.
L'immeuble a été conçu par l'agence d'architecture Gibbs Gage Architects.
Le promoteur de l'immeuble ('developer') est la société Bentall LP.